# Cucuteni
Cucuteni è un comune della Romania di 1 353 abitanti, ubicato nel distretto di Iași, nella regione storica della Moldavia.
Il comune è formato dall'unione di 4 villaggi: Băiceni, Bărbătești, Cucuteni, Săcărești.
Nel 1884 furono scoperti nella zona numerosi reperti risalenti al Neolitico, che spinsero gli studiosi a considerare quella dell'area una cultura diversa dalle altre scoperte in Europa, tanto da nominarla con il nome del villaggio: Cultura di Cucuteni.
Buona parte dei reperti raccolti sono oggi conservati in un museo archeologico visitabile in loco, che conserva inoltre un sepolcro di epoca traco-getica, contenente numerosi manufatti in oro.
Altri monumenti di interesse del comune sono la Chiesa della Trasfigurazione (Schimbarea la faţă) del 1777, la chiesa Sfinţii Voievozi del 1804 e il palazzo della famiglia Cantacuzino, del XVII-XVIII secolo.

## Immagini della Cultura di Cucuteni

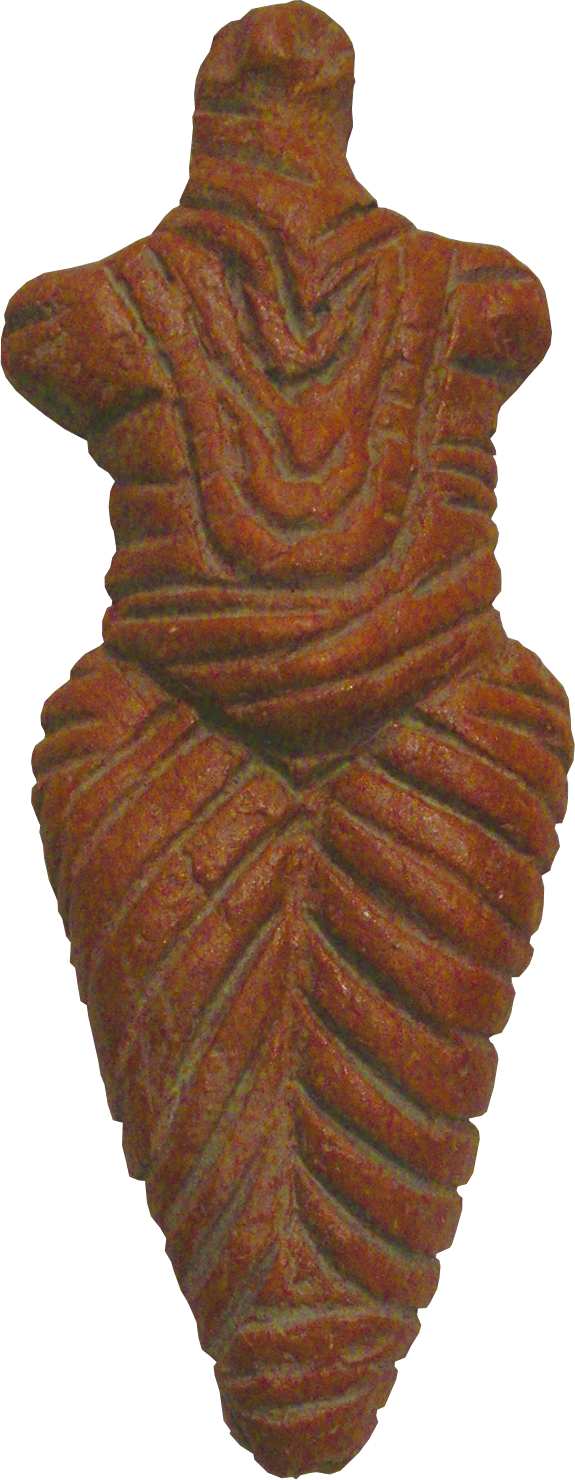
La cosiddetta Venere di Romania
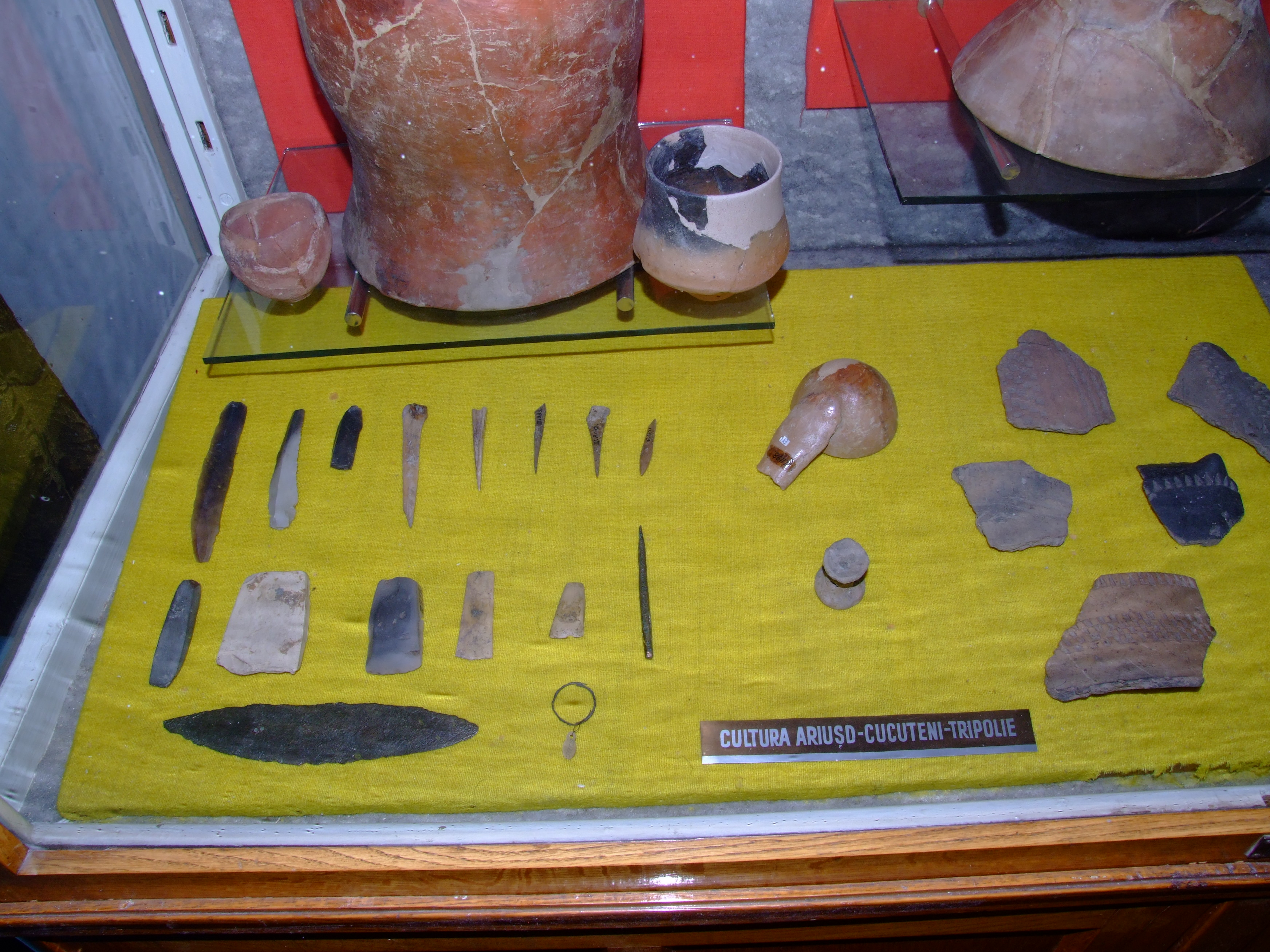
Una vetrinetta del museo archeologico